# Haus Schwarzenberg
Das denkmalgeschützte Haus Schwarzenberg ist ein Ort der Berliner Kultur. Es liegt in der Rosenthaler Straße 39 und gilt als touristischer Anziehungspunkt der Streetart. Es besteht aus Ausstellungsräumen, wie der Galerie Neurotitan, dem Anne Frank Zentrum, dem Museum Blindenwerkstatt Otto Weidt, dem Kino Central sowie Ateliers und Büros.

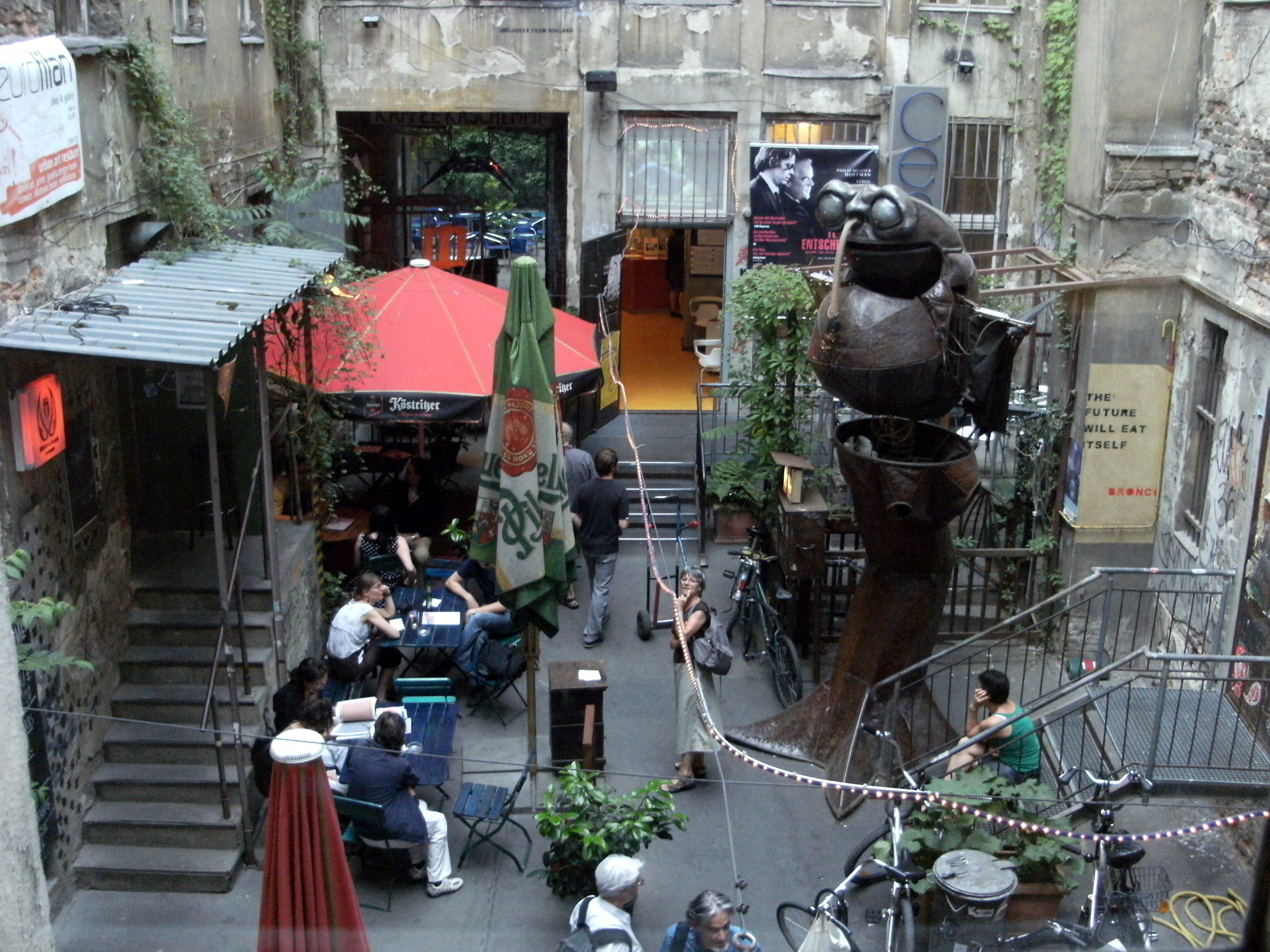
Haus Schwarzenberg

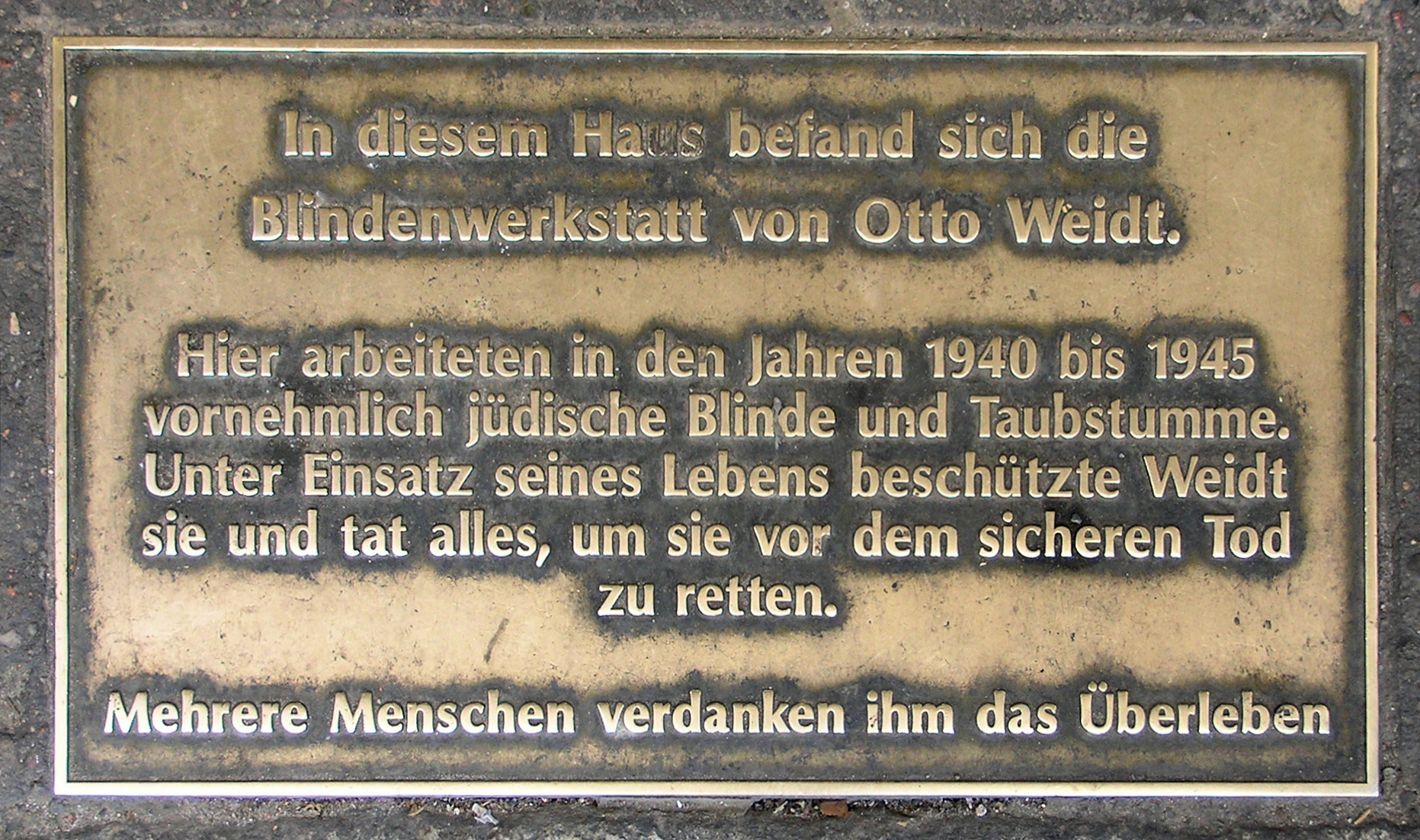
Gedenktafel Rosenthaler Straße 39 (Mitte) Otto Weidt

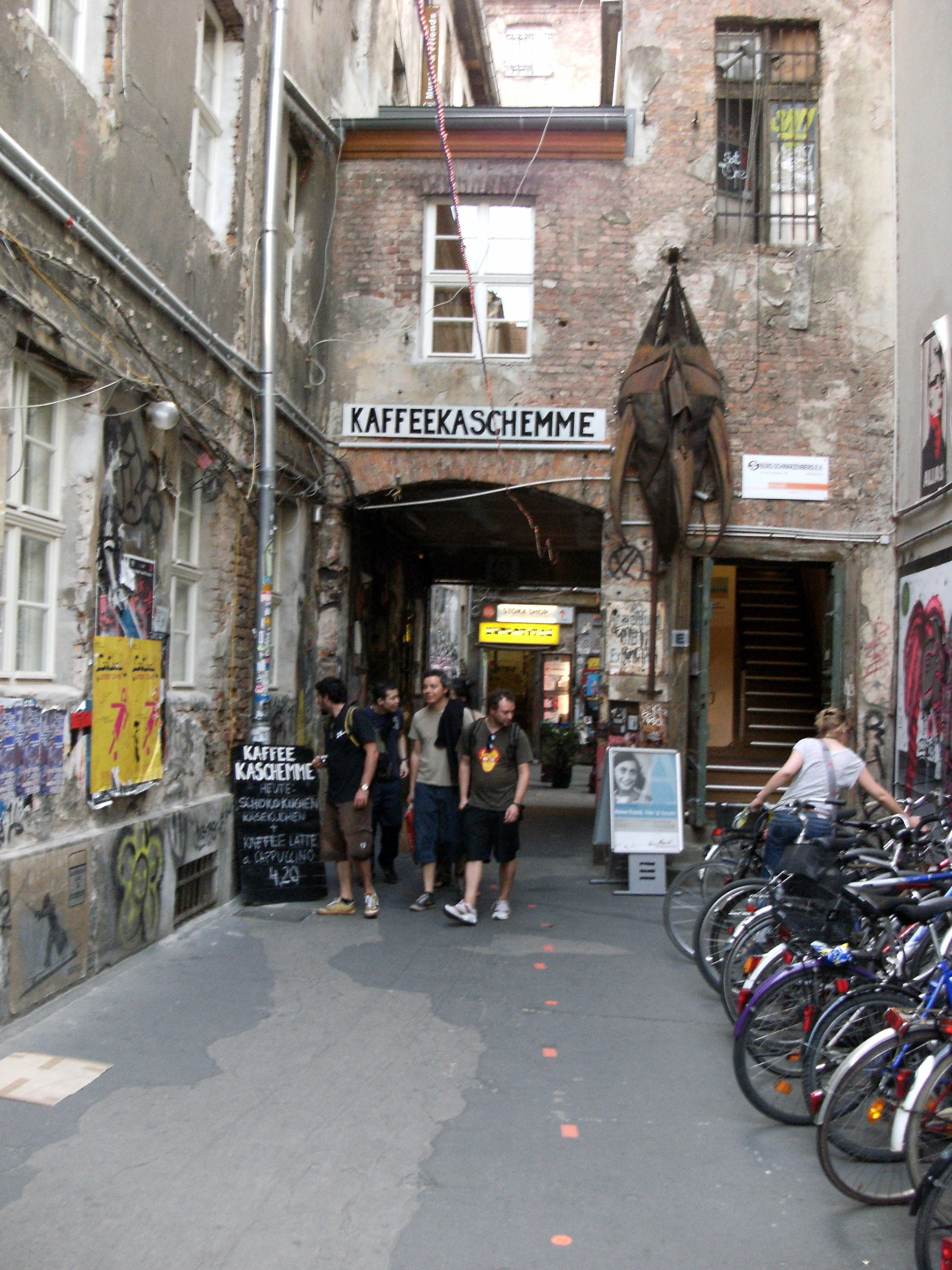
Eingang

## Name
Der Name wurde dem gleichnamigen Roman von Stefan Heym entnommen. Er bezeichnet das Niemandsland, bei Heym gelegen im Erzgebirge, das keinen Besitzer hat und dadurch frei ist.

## Geschichte
Das Gebäude war DEFA-Sitz und Bürstenwerkstatt mit Versteck einer jüdischen Familie. Otto Weidt beschäftigte von 1940 bis 1944 jüdische Menschen und konnte sie dadurch teilweise vor der Deportation bewahren. Die Gedenktafel in der Durchfahrt erinnert daran.

## Rezeption
Das Haus Schwarzenberg gilt als Symbol für Freiheit und Kunst. Internationale Künstler haben ihren Arbeitsschwerpunkt dort.